# Évora
Pour les articles homonymes, voir Évora (homonymie).
Évora (en portugais : Évora) est la plus grande ville et le chef-lieu de Alentejo, au Portugal.
La municipalité d'Évora est le siège de l'une des plus vastes communes du Portugal, avec 1 308,25 km2 de superficie et 56 596 habitants (CENSOS 2011). La commune est divisée en dix-neuf freguesias. Elle est limitée au nord par la commune d'Arraiolos, au nord-est par Estremoz, à l'est par Redondo, au sud-est par Reguengos de Monsaraz, au sud par Portel, au sud-ouest par Viana do Alentejo et à l'ouest par Montemor-o-Novo. Elle est le siège de l'archidiocèse d'Évora.
Le centre-ville historique d'Évora a été classé au Patrimoine mondial de l'Unesco en 1986. En raison de sa richesse historique, Évora est appelée « ville-musée ». Elle a conservé d'un riche passé de nombreux palais médiévaux et Renaissance qui en font un musée de l'architecture portugaise.

## Géographie

### Situation
Évora est située à 140 km à l'est de Lisbonne, dans la région de l'Alentejo, à une altitude de 304 mètres.

### Climat
Evora bénéficie d'un climat méditerranéen, chaud et sec l'été, doux et humide l'hiver.
| Mois                              | jan. | fév. | mars | avril | mai  | juin | jui. | août | sep. | oct. | nov. | déc. |
| --------------------------------- | ---- | ---- | ---- | ----- | ---- | ---- | ---- | ---- | ---- | ---- | ---- | ---- |
| Température minimale moyenne (°C) | 5,3  | 5,2  | 7,4  | 8,6   | 11,1 | 15,2 | 18,2 | 18,4 | 15,7 | 12,9 | 9,2  | 5,5  |
| Température maximale moyenne (°C) | 12,6 | 12,5 | 15,6 | 17,8  | 21,6 | 26,2 | 30,4 | 30,6 | 27,4 | 21,7 | 16,2 | 13,1 |

## Histoire

### Époque romaine

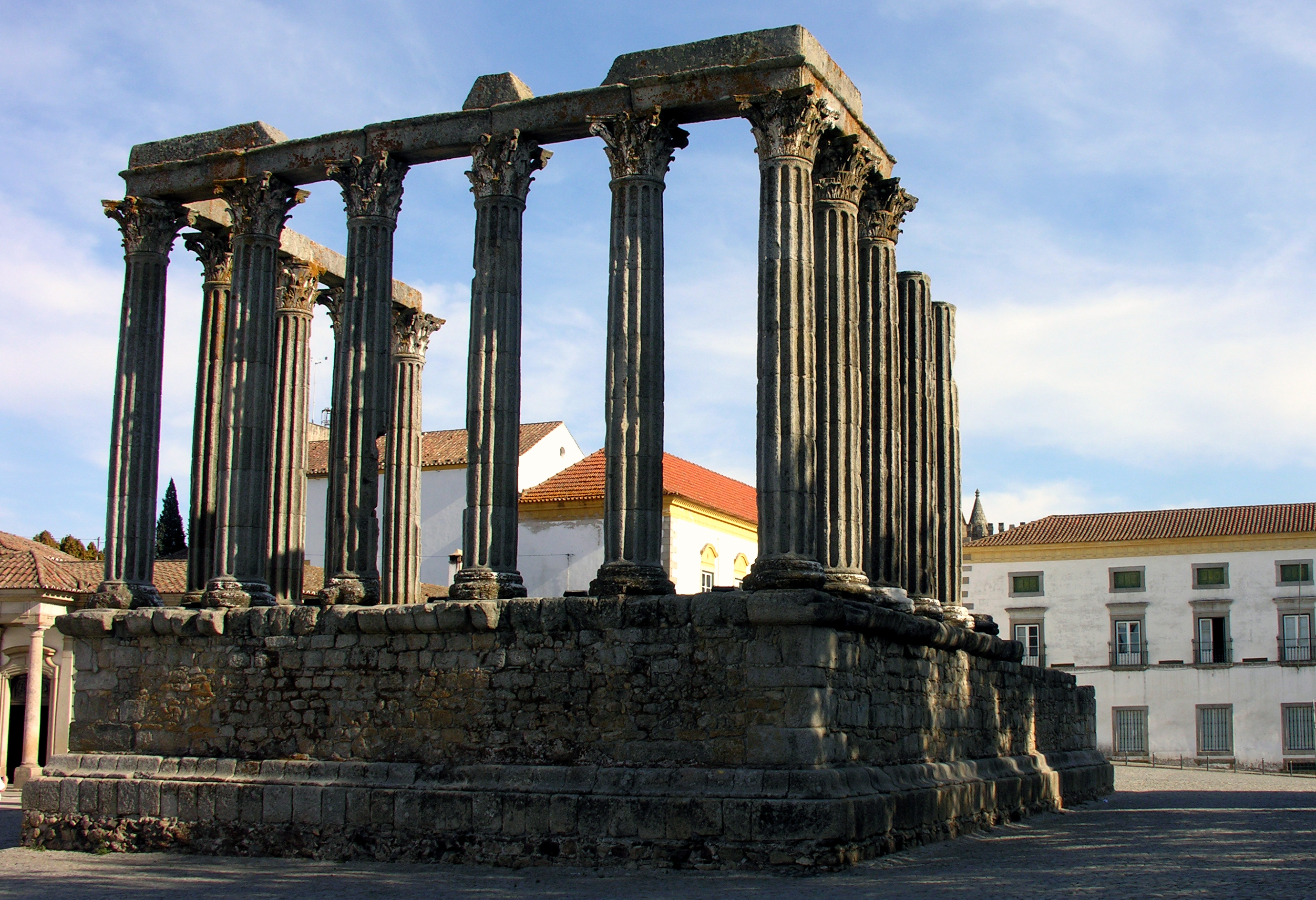
Le temple romain d'Évora, dit Temple de Diane.

Le nom portugais d'Évora provient du latin Eburobrittium, nom probablement lié à la divinité celte Eburianus. Ce nom aurait pour racine celte *eburos, l'if commun.
Évora était, à l'époque préromaine, une ville fortifiée (oppidum). Elle portait, sous la République, le nom d'Ebora Cerealis. Durant la guerre civile opposant César à Pompée, elle resta fidèle au premier et en fut récompensée par le titre honorifique de Liberalitas Iulia.
La ville s'est développée rapidement. Le temple romain d'Évora est un témoignage de son importance à cette époque. Il est construit sur un plan similaire à celui de la Maison Carrée. Un podium rectangulaire de granite supporte des colonnes d'ordre corinthien, dont la base et le chapiteau sont en marbre d'Estremoz et le fût en granite, qui formaient un temple périptère hexastyle. Il est très probable que ce monument ait été dédié au culte impérial à l'époque d'Auguste.
Un autre monument romain, un arc de triomphe orné de quatre statues et de nombreuses colonnes, fut démoli en 1570, afin de permettre la construction de l'église de Santo Antão.

### Moyen Âge et Renaissance

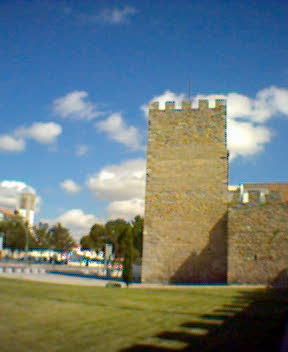
Les murailles d'Évora, vestiges de l'ancien château.

La cité est intégrée à l'éphémère seigneurie musulmane d'Ahmad ibn Qasi au milieu du XIIe siècle. Elle est reprise aux Maures en 1166 par Geraldo sem Pavor (pt), date à laquelle le diocèse est restauré. La ville est résidence royale pendant une longue période, essentiellement sous les règnes de Jean II, Manuel Ier et Jean III. Son prestige atteint son sommet au XVIe siècle, quand elle est élevée au rang de métropole ecclésiastique. L'université d'Évora, qui se développe à partir d'un collège jésuite, est fondée à l'instigation du  cardinal Henri, premier archevêque d'Évora.

### Époque moderne
La fermeture de l'université en 1759, à la suite de l'expulsion des Jésuites par le marquis de Pombal, est un rude coup porté à Évora.
Le 29 juillet 1808, Évora est le siège de la bataille d'Évora, une des plus sanglantes de la première invasion napoléonienne. La ville est pillée, de nombreux habitants ayant pris les armes sont massacrés.

## Démographie
| 1801   | 1849   | 1900   | 1930   | 1960   |
| ------ | ------ | ------ | ------ | ------ |
| 18 620 | 16 995 | 25 563 | 35 903 | 50 095 |

| 1981   | 1991   | 2001   | 2011   | 2021   |
| ------ | ------ | ------ | ------ | ------ |
| 51 572 | 53 754 | 56 519 | 56 596 | 53 577 |

| Histogramme de l'évolution démographique de Évora |
|                                                   |

## Subdivisions

Freguesias d'Évora.

La municipalité d'Évora groupe 19 freguesias :
- Bacelo ;
- Canaviais ;
- Horta das Figueiras ;
- Malagueira ;
- Nossa Senhora da Boa Fé ;
- Nossa Senhora da Graça do Divor ;
- Nossa Senhora da Tourega ;
- Nossa Senhora de Guadalupe ;
- Nossa Senhora de Machede ;
- Santo Antão ;
- São Bento do Mato ;
- São Mamede ;
- São Manços ;
- São Miguel de Machede ;
- São Sebastião da Giesteira ;
- São Vicente do Pigeiro ;
- Sé e São Pedro ;
- Senhora da Saúde ;
- Torre de Coelheiros.

## Artisanat local

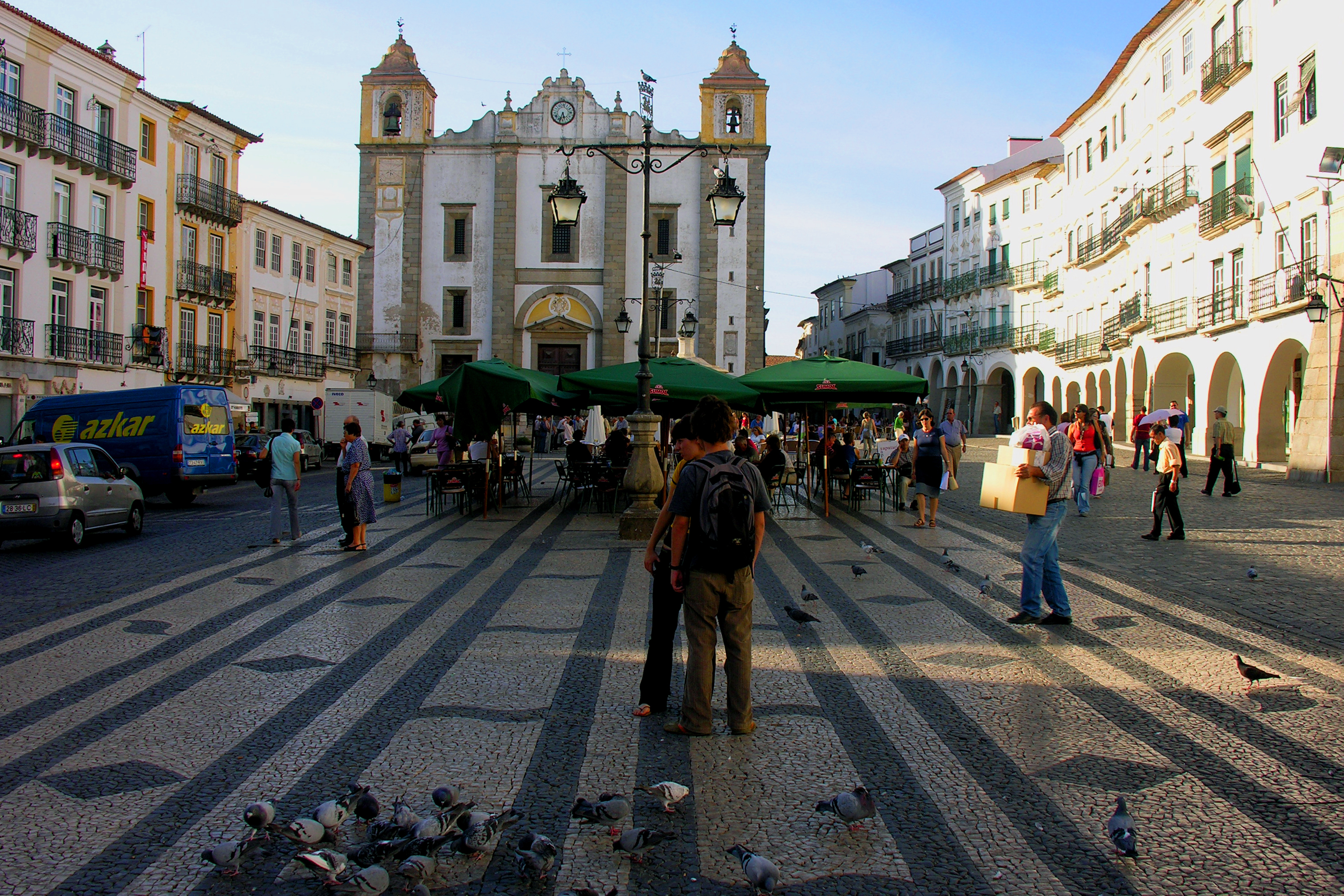
Praça do Giraldo, Évora.

La ville d'Évora a donné son nom à un fromage : le fromage d'Évora.

## Sports
- Un club de football : Lusitano Évora

- Une école de football : Benfica Escola Évora

## Archevêché
- Archidiocèse d'Évora
- Cathédrale d'Évora

## Éducation
- CAE Oxford Aviation Academy Évora formation de pilotes de ligne
- Université d'Évora

## Économie
Un pôle de construction aéronautique a été développé autour de l'aéroport depuis quelques années. La réalisation la plus significative est l'installation de la société Embraer qui a investi, en 2010, 150 millions d'euros dans la construction de deux lignes de fabrication de voilure (métal et composite) pour ses appareils bi-réacteurs Legacy. Ces installations sont opérationnelles depuis 2012 et doivent créer à terme près de 600 emplois.

## Patrimoine

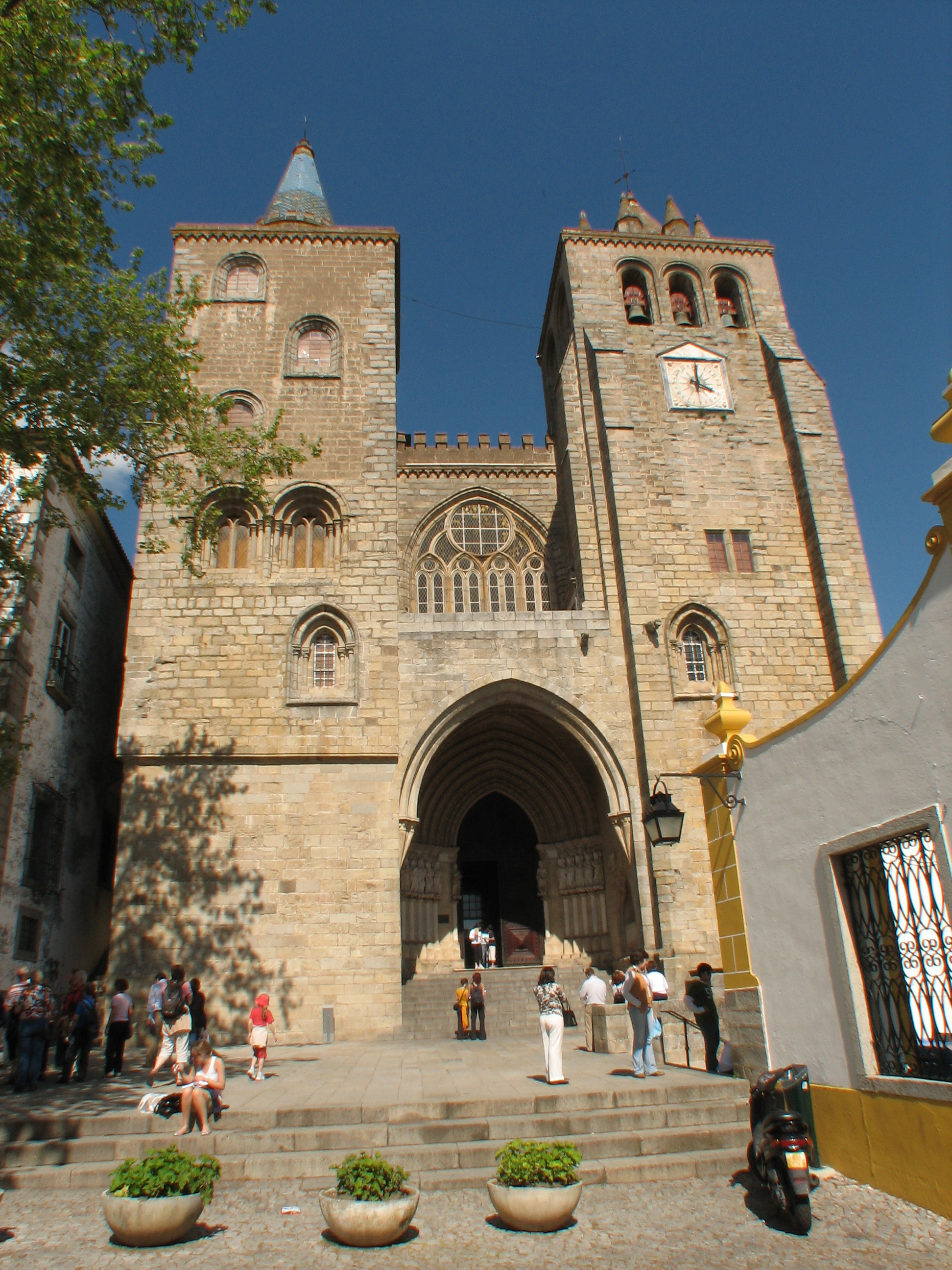
La Sé, cathédrale d'Evora.
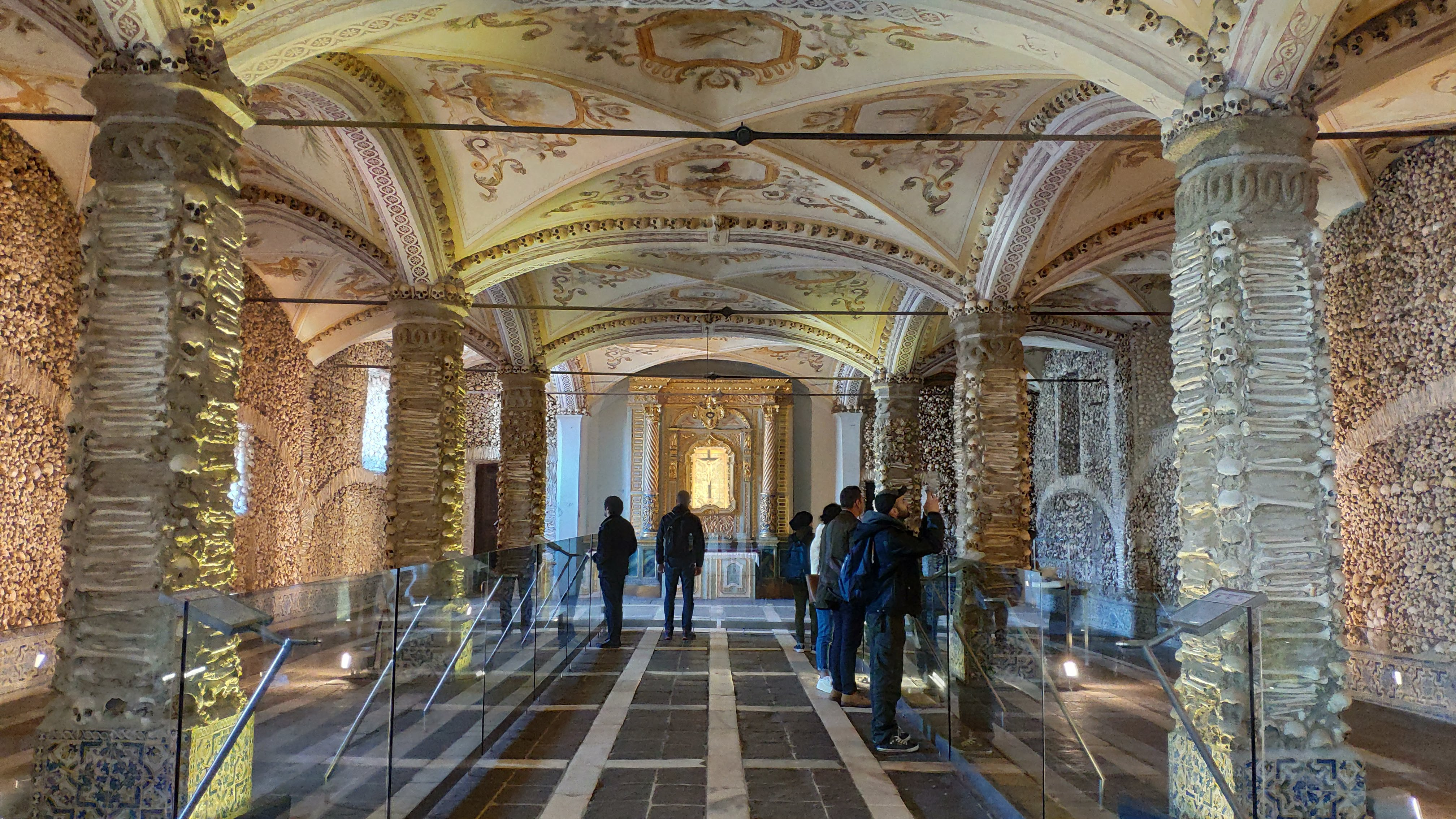
Chapelle des Os.
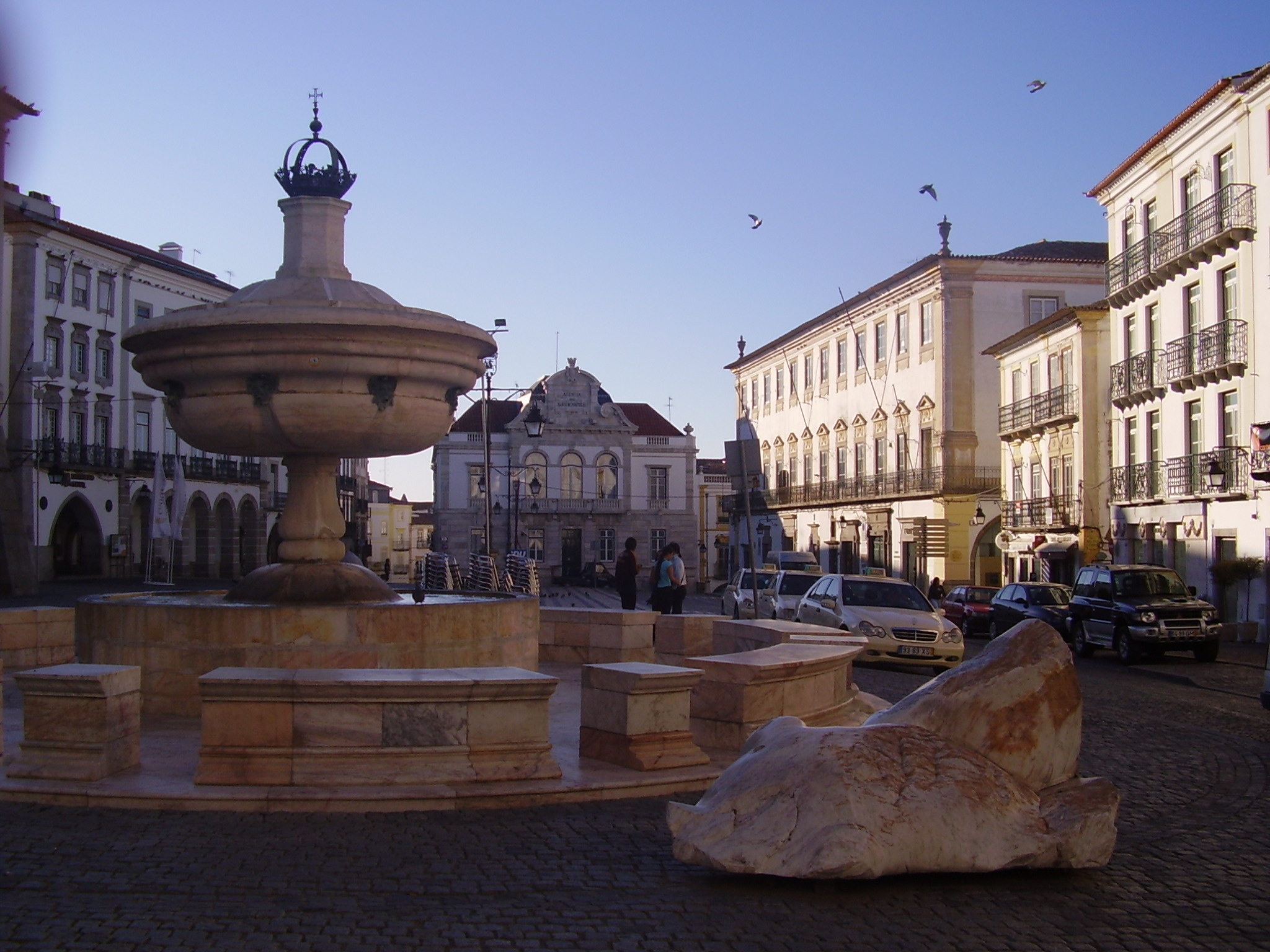
Giraldo.
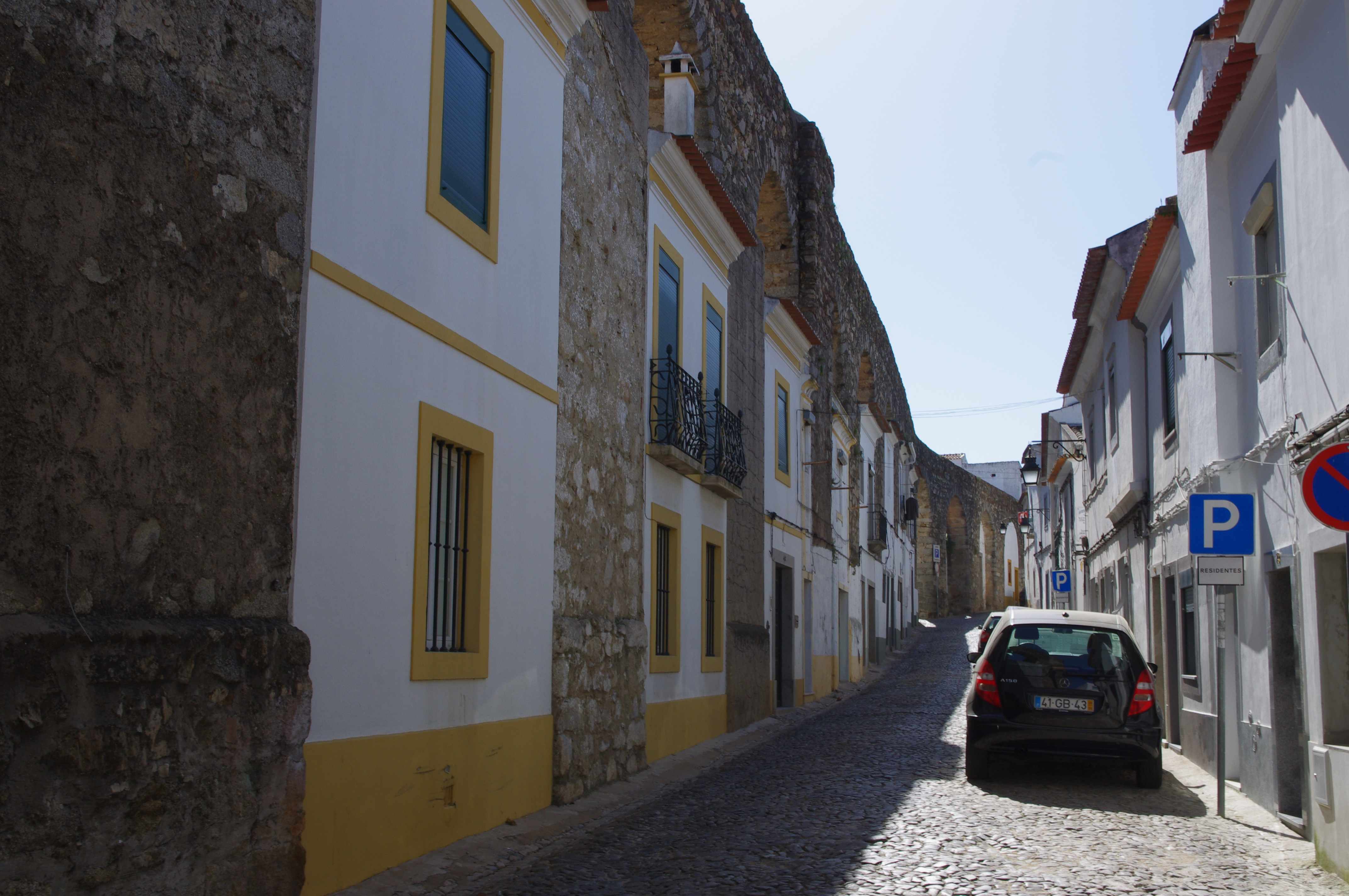
Aqueduc d'Evora.
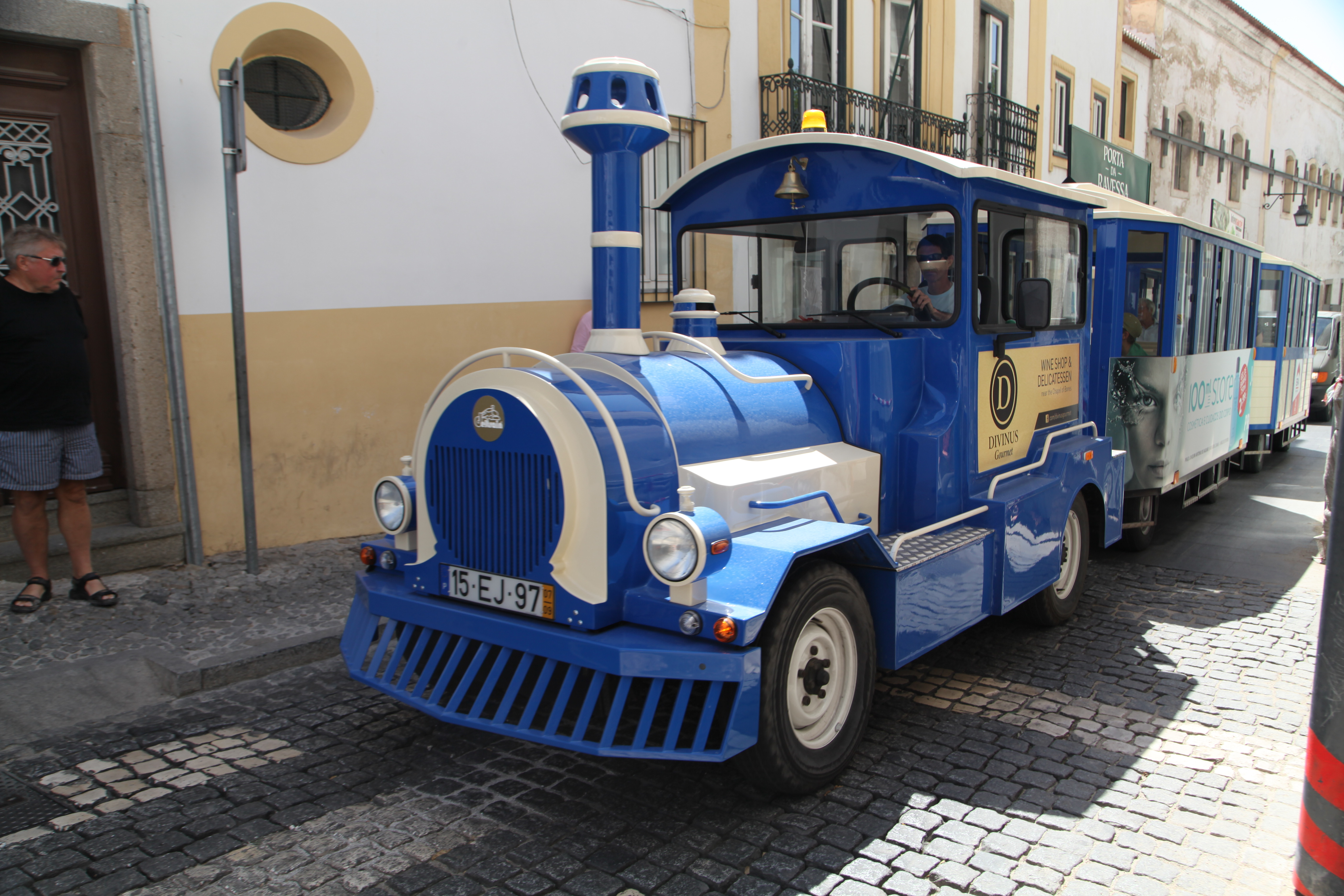
Train touristique.
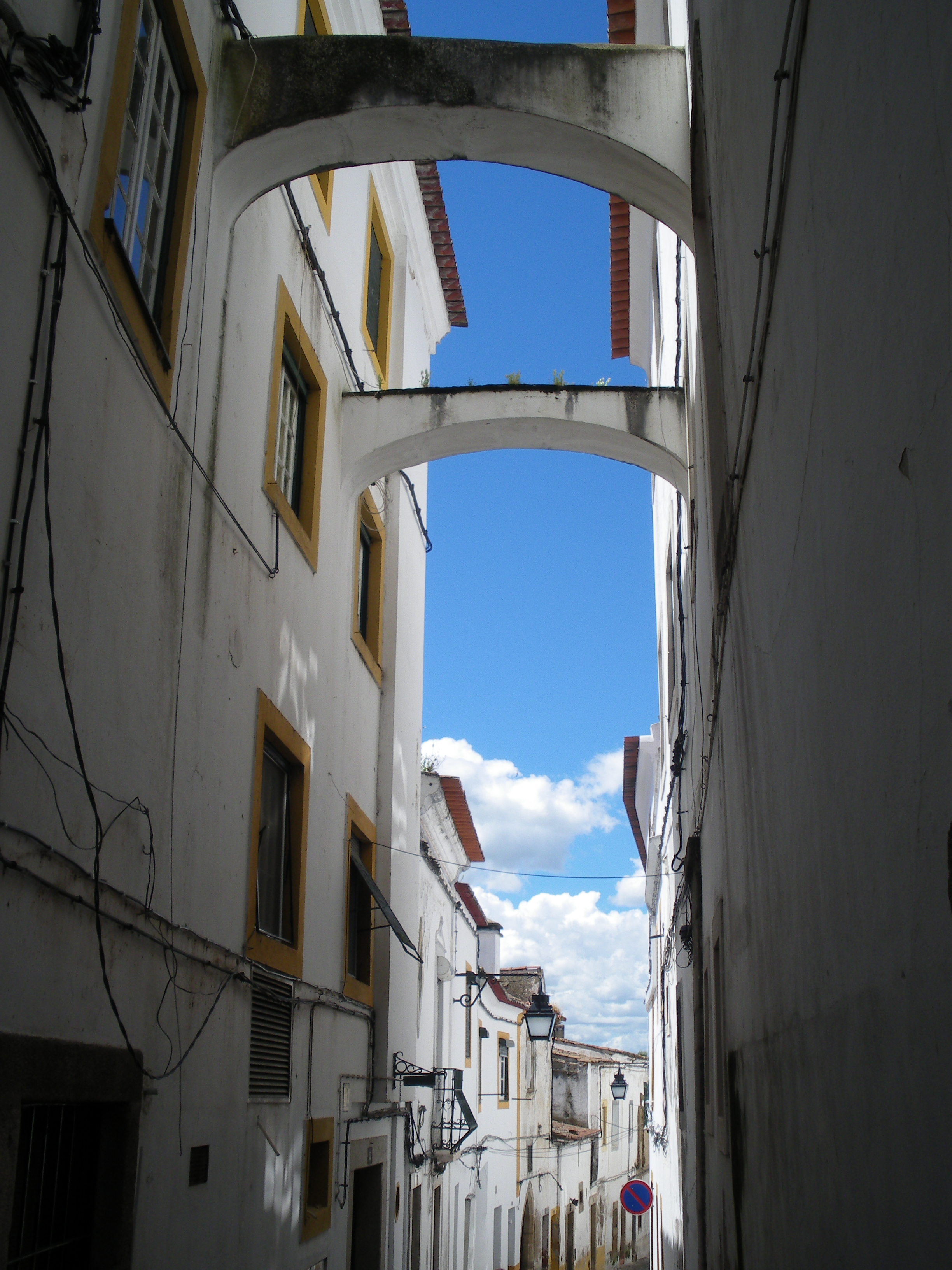
Rue da Moeda.

## Vie nocturne

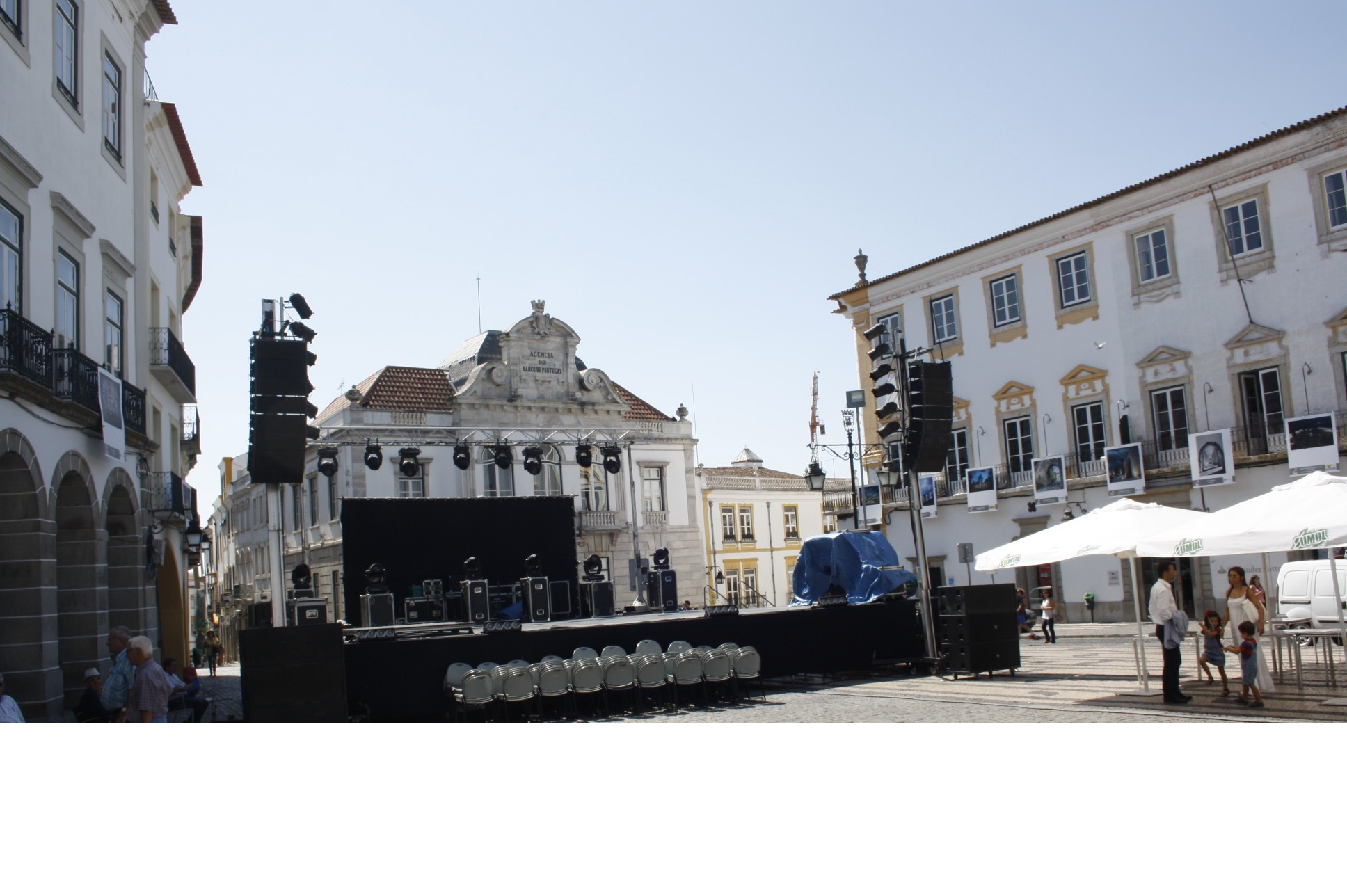
Préparation d'un concert.

Évora est une ville jeune par sa population, les ruelles de la ville regorgent de nombreux bars étudiants.

## Jumelages
| Ville | Ville             | Pays | Pays       | Période     |
| ----- | ----------------- | ---- | ---------- | ----------- |
|       | Angra do Heroísmo |      | Portugal   | depuis 1988 |
|       | Chartres          |      | France     | depuis 2003 |
|       | Sines             |      | Portugal   |             |
|       | Souzdal           |      | Russie     | depuis 1986 |
|       | Tønsberg          |      | Norvège    |             |
|       | Vidigueira        |      | Portugal   |             |
|       | île de Mozambique |      | Mozambique | depuis 1997 |